# Ronald Lauder

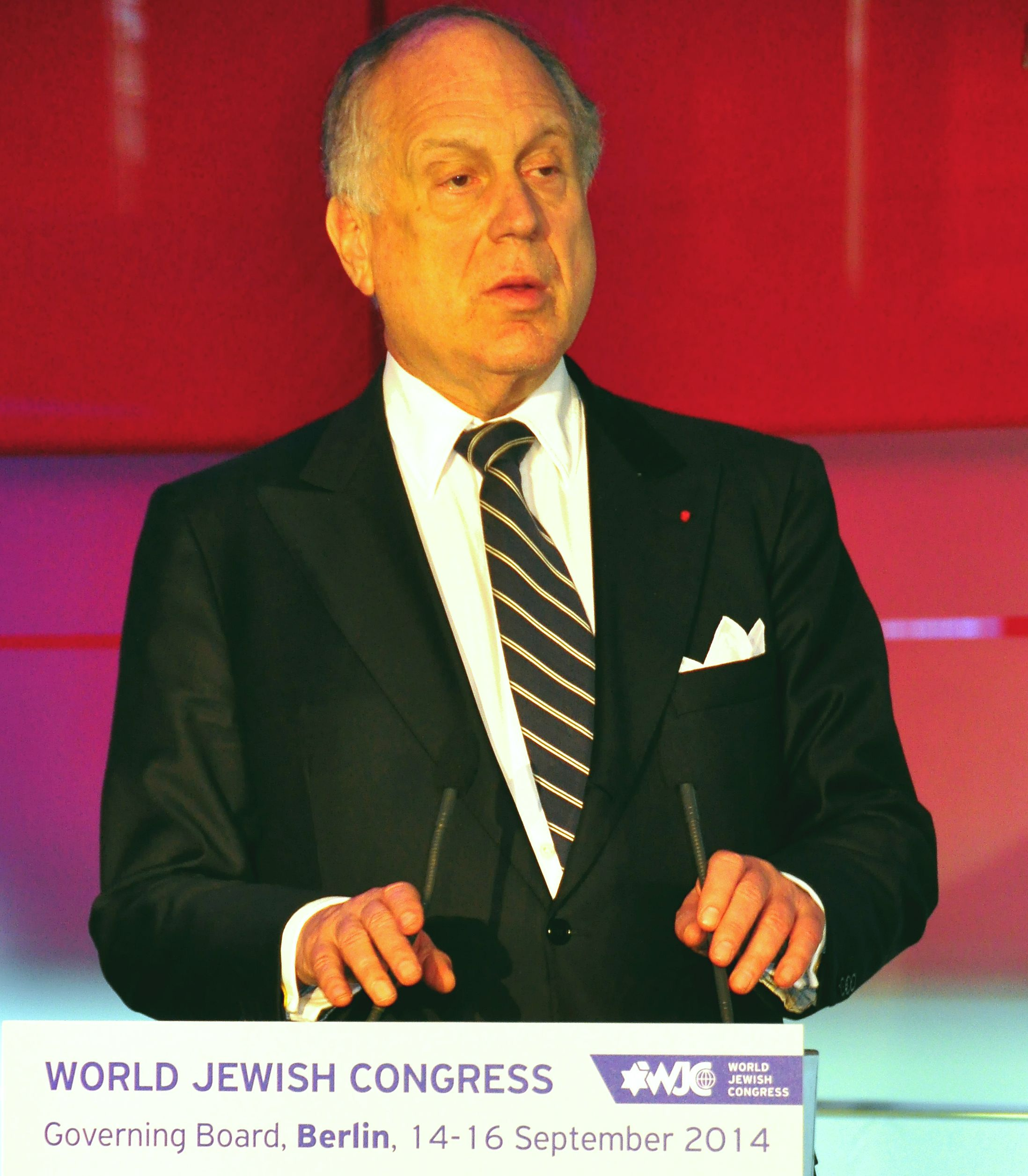
Ronald Lauder (2014)

Ronald Stephen Lauder (* 26. Februar 1944 in New York City) ist ein US-amerikanischer Kosmetikkonzernerbe (Estée Lauder Companies), Unternehmer, ehemaliger Botschafter in Wien, Präsident des New Yorker Museum of Modern Art und seit Juli 2007 Präsident des Jüdischen Weltkongresses (WJC).

## Leben
Ronald Lauder entstammt der jüdischen Unternehmerfamilie Lauder und ist der zweite Sohn von Joseph Lauder und Estée Lauder. Sein älterer Bruder ist Leonard A. Lauder. Er studierte Internationale Wirtschaft an der Wharton School der University of Pennsylvania und später an den Universitäten von Paris und Brüssel. In den frühen 1980er Jahren war Lauder als Abteilungsleiter (Deputy Assistant Secretary of Defense for European and NATO policy) im Verteidigungsministerium der Vereinigten Staaten tätig. 1986 ernannte Ronald Reagan ihn als Nachfolger von Helene von Damm zum Botschafter der Vereinigten Staaten in Österreich. Nach seiner Rückkehr 1987 fing er an, im Familienunternehmen zu arbeiten.
Forbes schätzt sein Vermögen auf circa 2,6 Milliarden US-Dollar; nach der Forbes-Liste der US-Dollar-Milliardäre liegt er damit auf Platz 367.

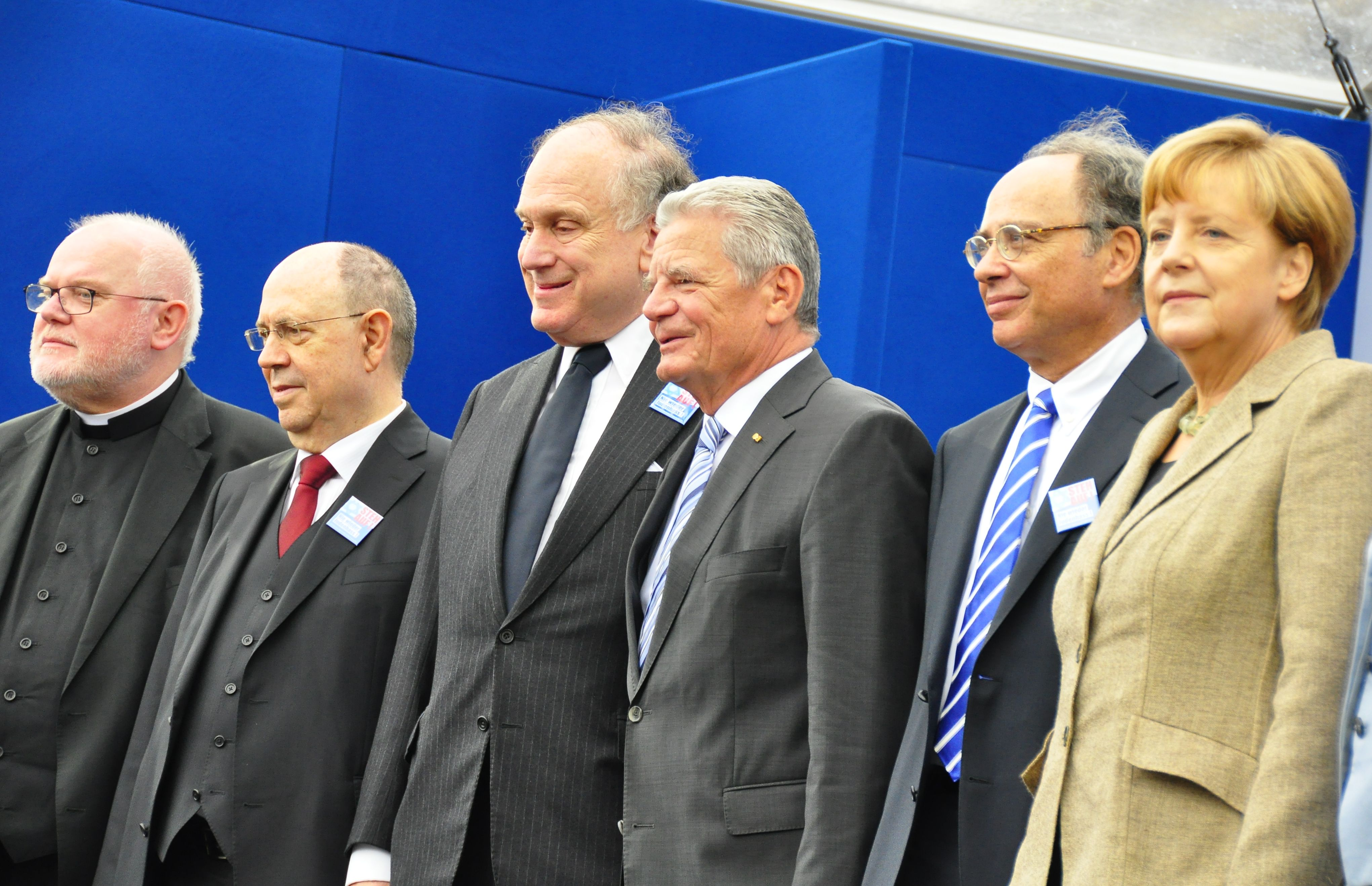
Ronald Lauder (Dritter von links) bei einer Kundgebung gegen Antisemitismus in Berlin, September 2014

Politisch ist Lauder Republikaner und steht dem israelischen Likud nahe. Er bewarb sich 1989 um das Amt des Bürgermeisters von New York, verlor aber in der Primary seiner Partei gegen Rudy Giuliani. Als Kandidat der Conservative Party of New York State trat er dennoch an, kam aber mit 9465 Stimmen nicht über den vierten Platz hinaus. Während seiner Zeit als US-Botschafter verteidigte er das Einreiseverbot für den damaligen österreichischen Bundespräsidenten Kurt Waldheim. Österreich erhob Vorwürfe wegen widerrechtlichen Exports von Bildern und beklagte sich über öffentliche Auftritte des Botschafters mit Bodyguards.
1987 gründete Ronald Lauder die Ronald S. Lauder Foundation: eine Stiftung mit dem Ziel, jüdisches Leben vor allem in Osteuropa neu zu begründen. In 16 Ländern sind Schulen und Kindergärten eröffnet worden – es gibt Einrichtungen in Warschau, Minsk und Kiew, aber auch in Wien und Berlin. In Österreich unterstützt sie den Lauder-Chabad-Campus in Wien, eine jüdische Bildungseinrichtung vom Kindergarten bis zur Matura; außerdem finanziert sie seit 1998 das Büro der Anti Defamation League in Europa mit Sitz in Wien. In Deutschland unterstützt sie das Jüdische Lehrhaus an der Berliner Rykestraße und eine jüdische Grundschule (Lauder-Morijah-Schule / Leiterin Alexandra Lorenz-Still) in Köln. 1989 besuchte Lauder das KZ Auschwitz und unterstützt seitdem den Erhalt der Gedenkstätte Auschwitz-Birkenau. International engagiert sich Lauder für zahlreiche weitere jüdische Einrichtungen.
Lauder engagiert sich stark im Zusammenhang um die Rückgabe während der Nazi-Zeit geraubter Kunst (Restitution). Er ist Chairman der 1997 gegründeten Commission for Art Recovery. Im Juni 2006 kaufte Lauder für die Neue Galerie (New York) in Manhattan das 1907 von Gustav Klimt gemalte Porträt „Adele Bloch-Bauer I“. Die New York Times gab als Kaufpreis 135 Millionen US-Dollar (106,7 Millionen Euro) an. Das zuvor im Berliner Brücke-Museum befindliche, ebenfalls an jüdische Erben restituierte Gemälde Berliner Straßenszene von Ernst Ludwig Kirchner erwarb Lauder für die Neue Galerie am 8. November 2006 für 38,1 Millionen US-Dollar (29,7 Millionen Euro).
Lauder ist an der Mediengesellschaft Central European Media Enterprises (CME) beteiligt, die 15 TV-Sender in Europa umfassen, Jahresumsatz 600 Millionen Dollar. Die Central European Media Enterprises sind in einen kostspieligen Rechtsstreit mit dem tschechischen Staat verwickelt. Am ehemaligen Checkpoint Charlie war Lauder zeitweilig an einem Bauprojekt beteiligt, das er jedoch mittlerweile aufgegeben hat. Er hatte außerdem angeboten, in den Flughafen Tempelhof zu investieren, und kritisierte deshalb den Regierenden Bürgermeister Berlins für die Schließung des Flughafens. Zum 50. Jahrestag von Nostra Aetate wurde Lauder 2015 im Vatikan von Papst Franziskus empfangen.
Lauder heiratete 1967 Jo Carole Knopf, mit der er zwei Töchter, Aerin und Jane, hat. Seit 2006 ist das Paar getrennt.

## Neue Galerie
Seit 2001 zeigt Lauder in New York seine Kunstsammlung in dem von der deutschen Architektin Annabelle Selldorf umgestalteten Gebäude der Neuen Galerie Museum for German and Austrian Art. Die Sammlung umfasst Kunstschätze aus der Zeit von 1890 bis 1940. Zusätzlich gibt es dort Wechselausstellungen.

## Kontroversen
Bei der Neuwahl des Präsidenten der Israelitische Kultusgemeinde Wien, Oskar Deutsch, kam es zu einem Konflikt mit Lauder und dem WJC. Lauder wurde vorgeworfen, versucht zu haben, Stimmen für die Liste von Martin Engelberg zu kaufen. Die IKG erließ in Folge ein Hausverbot für Lauder. Lauder sah dies als Versuch, „oppositionelle Kontrolle in der Gemeinde mundtot zu machen“. Erst einige Wochen später wurde der Streit beigelegt und das Hausverbot aufgehoben.

## Auszeichnungen und Ehrungen
- 1999: Großes Goldenes Ehrenzeichen für Verdienste um die Republik Österreich durch Bundespräsident Thomas Klestil[11]
- Verdienstmedaille für seine einzigartigen Bemühungen um den Wiederaufbau jüdischer Gemeinden in Polen von Präsident Aleksander Kwaśniewski
- 2013: Ehrenlegion der Französischen Republik
- 2015: Großes Bundesverdienstkreuz der Bundesrepublik Deutschland[12]